# Папаниколау, Георгиос (математик)
Джордж Папаникола́у (греч. Γεώργιος Παπανικολάου, англ. George C. Papanicolaou; род. 23 января 1943, Афины, Греция) — греко-американский математик, один из ведущих мировых специалистов в области прикладной математики, а также один из пионеров исследований диффузии в неоднородных и случайно-неоднородных средах. Профессор Курантовского института математических наук (1976—1993) и департамента математики Стэнфордского университета (1993—н. в.). Член Национальной академии наук США (2000), фелло Американской академии искусств и наук (2000), Общества промышленной и прикладной математики (2009), Американского математического общества (2013), почётный член Института прикладной вычислительной математики FORTH. Почётный доктор Афинского национального университета имени Каподистрии (1987) и Университета Париж VII имени Дени Дидро (2011).

## Биография

### Образование
Юнион-колледж (бакалавр электротехники, 1965), Курантовский институт математических наук при Нью-Йоркском университете (магистр математики, 1967; доктор философии в области математики, 1969).

### Карьера
1969—1993: ассистент-профессор (1969—1973), ассоциированный профессор (1973—1976), профессор (1976—1993) Курантовского института математических наук.
1993—н. в.: профессор департамента математики Стэнфордского университета.
Сотрудник Института вычислительной и математической инженерии при Стэнфордском университете, один из руководителей/член консультативного совета научно-исследовательского института Oxford-Man Institute при Оксфордском университете (Англия), член научно-консультативного комитета Научно-исследовательского института математических наук (1996—2000, 2008—2012).
Приглашённый сотрудник (в том числе профессор) Государственного института исследований в информатике и автоматике (INRIA) (1974—1975, 1976—1977), Обсерватории Ниццы (1975), Корнеллского университета (1976—1977), Exxon Research Corp. (1983—1984), Университета Париж-Дофин (1984), Института передовых исследований (1990—1992), Калифорнийского технологического института (2003—2004), Института передовых исследований Гонконгского университета науки и технологии (2008), Гейдельбергского университета (2010), Института высших научных исследований (2010).
Автор многочисленных научных статей, посвящённых, кроме прочего, финансовой математике и модели Блэка — Шоулза. Соавтор нескольких книг.

## Научная деятельность
Сфера научных интересов: прикладная и вычислительная математика, дифференциальные уравнения в частных производных, стохастические процессы.

## Награды и почести
- 1974 — Стипендия Слоуна[19]
- 1983 — Стипендия Гуггенхайма[20]
- 1986 — приглашённый докладчик Международного конгресса математиков
- 1994 — приглашённый докладчик Международного конгресса по математической физике[англ.]
- 1998 — приглашённый пленарный докладчик Международного конгресса математиков
- 2000 — Sackler distinguished visitor (Тель-Авивский университет)
- 2002 — Lighthill Lecture (Британский математический совет)
- 2002 — приглашённый пленарный докладчик 50-го юбилейного совещания Общества промышленной и прикладной математики
- 2003 — приглашённый пленарный докладчик Международного конгресса по промышленной и прикладной математике[англ.]
- 2004 — приглашённый пленарный докладчик Немецкого математического общества
- 2006 — Лекция Джона фон Неймана (Общество промышленной и прикладной математики)[21]
- 2010 — Премия Уильяма Бентера по прикладной математике (Городской университет Гонконга)[15][18]
- 2011 — Гиббсовская лекция (Американское математическое общество)[4][22]
- 2019 — Премия Лагранжа[англ.] (Международный совет по промышленной и прикладной математике[англ.])[23][24][25]

## Личная жизнь
Женат, имеет троих детей.

## Публикации

### Книги
- Asymptotic Analysis for Periodic Structures (North Holland, 1978; American Mathematical Society, 2011)
- Derivatives in Financial Markets with Stochastic Volatility (Cambridge University Press, 2000)
- Wave Propagation and Time Reversal in Randomly Layered Media (Springer, 2007)
- Multiscale Stochastic Volatility for Equity, Interest-Rate and Credit Derivatives (Cambridge University Press, 2011)
- Passive Imaging with Ambient Noise (Cambridge University Press, 2016)[26]

### Избранные статьи(за 2000—2011 годы)
- Detection and imaging in strongly backscattering randomly layered media, (with R. Alonzo, L. Borcea and C. Tsogka). Inverse Problems, Volume 27 (2011) 025004, 43pp.
- Array imaging using intensity-only measurements, (with A. Chai, and M. Moscoso). Inverse Problems, Volume 27 (2011) 015005, 16pp.
- Resolution analysis for imaging with noise, (with Josselin Garnier). Inverse Problems, 26 (2010) 074001 (22pp).
- A universal filter for enhanced imaging with small arrays, (with Liliana Borcea, Thomas Callaghan and Josselin Garnier). Inverse Problems, vol 26 (2010) 015006, 29pp.
- Filtering random layering effects in imaging, (with Liliana Borcea, F. Gonzalez del Cueto and Chrysoula Tsogka). SIAM Journal on Multiscale Model. Simul. Vol 8 (2010) pp. 751–781.
- Fine scale uncertainty in parameter estimation for elliptic equations, (with J. Nolen). Inverse Problems, 25, (2009), 115021 (22pp).
- Passive Sensor Imaging Using Cross Correlations of Noisy Signals in a Scattering Medium, (with Josselin Garnier). SIAM J. Imaging Sci. Volume 2, Issue 2, pp. 396–437 (2009).
- Spatial focusing and intersymbol interference in multiple input single output time reversal communication systems, (with A. Kim, P. Kyritsi, P. Blomgren). IEEE J. Ocean Engineering, 33, (2008), 341—355.
- Edge illumination and imaging of extended reflectors, (with Liliana Borcea and Fernando Guevara Vasquez). SIAM Journal on Imaging Sciences, vol 1 (2008), pp. 75–114.
- Identification of Green’s Functions Singularities by Cross Correlation of Noisy Signals, (with Claude Bardos and Josselin Garnier). Inverse Problems, vol 24 (2008), 015011 (26pp).
- Market Influence of Portfolio Optimizers, (with Suhas Nayak). Applied Mathematical Finance, 15, (2008), pp 21–40.
- A Framework for Adaptive Multiscale Methods for Elliptic Problems, (with J. Nolen and O. Pironneau). SIAM Journal on Multiscale Modeling and Simulation, 7, (2008), pp. 171–196.
- Optimal illumination and waveform design for imaging in random media, (with Liliana Borcea and Chrysoula Tsogka). Journal of the Acoustical Society of America, vol 122 (2007), pp. 3507– 3518.
- Adaptive interferometric imaging in clutter and optimal illumination, (with Liliana Borcea and Chrysoula). Inverse Problems, vol 22 (2006), pp. 1405–1436.
- Coherent Interferometric Imaging, (with Liliana Borcea and Chrysoula Tsogka). Geophysics, vol 71 (2006), pp. S1165-S1175.
- Boundary layers for cellular flows at high Peclet numbers, (with Alexei Novikov and Lenya Ryzhik). Comm. Pure and Appl. Mathematics, Vol. LXIII, (2005), pp. 867–922.
- Maturity cycles in implied volatility, (with Jean-Pierre Fouque, K. Ronnie Sircar and K. Solna). Finance and Stochastics, 8, (2004), pp. 451–477.
- Statistical stability in time reversal, (with Leonid Ryzhik and Knut Solna). SIAM J. on Appl. Math., vol 64 (2004), pp. 1133–1155.
- Theory and applications of time reversal and interferometric imaging, (with Liliana Borcea and Chrysoula Tsogka). Inverse Problems, vol 19, (2003), pp. 5139–5164.
- Super-Resolution in Time-Reversal Acoustics, (with P. Blomgren and H. Zhao). Journal of the Acoustical Society of America, vol 111, (2002), pp. 230–248.
- Self-focusing in the perturbed and unperturbed nonlinear Schr¨odinger equation in critical dimension, (with G. Fibich). SIAM Journal on Applied Mathematics 60, (2000), pp. 183–240.[27][28]